# Wilhelm Koppe

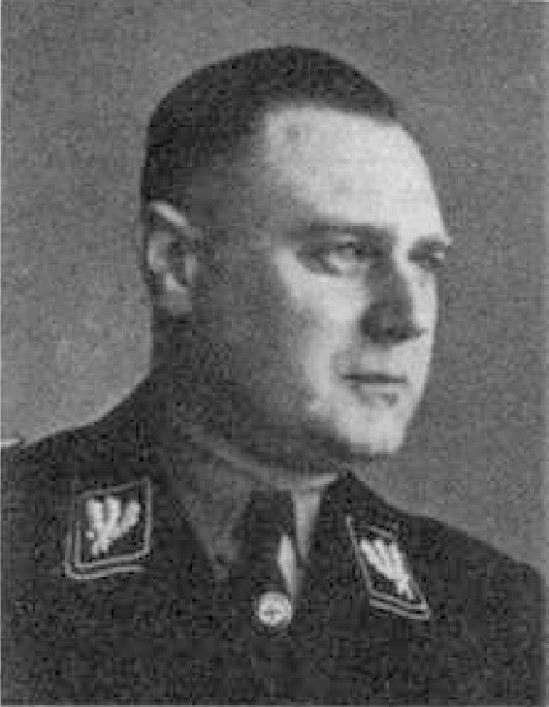
Wilhelm Koppe

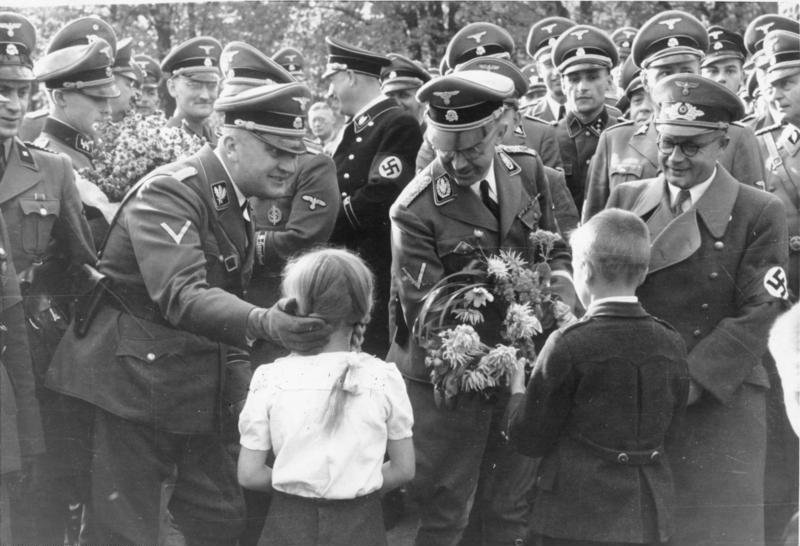
Zur Begrüßung überreichen Kinder Blumen an Heinrich Himmler, von links: SS-Gruppenführer Wilhelm Koppe, Heinrich Himmler und der Gauleiter von Oberschlesien, Fritz Bracht (um 1941).

Karl Heinrich Wilhelm Koppe (* 15. Juni 1896 in Hildesheim; † 2. Juli 1975 in Bonn) war ein deutscher SS-Obergruppenführer, General der Waffen-SS und der Polizei. Zur Zeit des Nationalsozialismus war er unter anderem Abgeordneter des Deutschen Reichstages, von 1937 bis 1939 Leiter der Gestapo in Dresden sowie in Personalunion ab 1. Februar 1938 Inspekteur der Sicherheitspolizei und des SD Sachsen. Während des Zweiten Weltkriegs ließ er als Höherer SS- und Polizeiführer knapp 2.000 behinderte Menschen in Ostpreußen ermorden und war insbesondere mitverantwortlich für den Holocaust im westlichen Teil des deutsch besetzen Polens. Nach Kriegsende konnte Koppe zunächst untertauchen und als Fabrikdirektor Karriere machen. Nach seiner Enttarnung wurde er in der Bundesrepublik angeklagt, das Verfahren wurde jedoch aufgrund von Verhandlungsunfähigkeit eingestellt.

## Leben

### Jugend und Werdegang
Wilhelm war der Sohn des Gerichtsvollziehers Robert Koppe und dessen Ehefrau Franziska, geborene Ising. Er besuchte die höheren Schulen in Stolzenau, Harburg und Wilhelmsburg. Nach dem Abitur meldete er sich während des Ersten Weltkriegs im Oktober 1914 als Freiwilliger beim Schleswig-Holsteinischen Pionier-Bataillon Nr. 9. Im Januar 1915 kam er mit der 2. Feldkompanie des Bataillons an die Westfront. Nach seiner Beförderung zum Leutnant der Reserve im Dezember 1916 wurde Koppe hier ab Januar 1917 als Bataillons-Gas-Offizier eingesetzt und während der Kämpfe in Flandern verwundet.
Nach dem Waffenstillstand von Compiègne und seiner Demobilisierung wurde Koppe im Dezember 1918 aus dem Heeresdienst entlassen. Er machte sich dann als Kaufmann und Inhaber einer Großhandlung für Lebensmittel und Tabakwaren in Harburg selbständig.

### Karriere in der NSDAP, SS und Polizei
Zum 1. September 1930 trat Wilhelm Koppe der NSDAP bei (Mitgliedsnummer 305.584). Zudem wurde er Mitglied der SA. Im November 1933 wurde er in den zur Zeit des Nationalsozialismus bedeutungslosen Reichstag gewählt, dem er bis zum Ende des NS-Regimes 1945 angehörte.
Anfang Januar 1932 wechselte er von der SA zur SS (SS-Nummer 25.955). Innerhalb der Schutzstaffel machte er rasch Karriere und wurde bereits im April 1933 zum SS-Standartenführer befördert. Bereits 1934 wurde er zum SS-Oberführer und wenige Monate später zum SS-Brigadeführer ernannt. Da er sich als Führer mehrerer SS-Abschnitte und SS-Oberabschnitte, unter anderem in Münster und ab Oktober 1934 in der Freien Stadt Danzig, bewährte, wurde Reichsführer-SS Heinrich Himmler auf ihn aufmerksam und beförderte ihn im September 1936 zum SS-Gruppenführer.
Himmler kommandierte den seinerzeit in Königsberg befindlichen Koppe nach Sachsen, wo er im Februar 1937 Lothar Beutel als Leiter des SD-Oberabschnitts Elbe nachfolgte. Zeitgleich wurde ihm die Leitung der Staatspolizeileitstelle Dresden übertragen, obwohl er weder über polizei- noch nachrichtendienstliche Erfahrungen verfügte. Hintergrund von Himmlers Entscheidung für den Personalwechsel war seine Hoffnung, dass Koppe sich im Zuge der Kompetenzstreitigkeiten zwischen Gauleiter Martin Mutschmann und Gestapo behaupten würde. Formal war Koppe zwar als Sachbearbeiter für die politisch-polizeilichen Angelegenheiten im sächsischen Innenministerium dazu verpflichtet, der Landesregierung Auskunft über die geheimpolizeilichen Tätigkeiten im Land zu geben, andererseits sollte diese Unterstellung nicht den Vorgaben seines Vorgesetzten Reinhard Heydrich entgegenlaufen. Koppe, der seinen Dienst- und Wohnsitz in Dresden hatte, konzentrierte sich im Wesentlichen auf seine Tätigkeit als Gestapoleiter. Die Tätigkeit für den SD überließ er größtenteils seinem Stellvertreter in Leipzig, dem Dienstsitz des SD-Oberabschnitts Elbe. Im März 1938 erfolgte seine Ernennung zum örtlichen Inspekteur der Sicherheitspolizei und des SD.

### Zweiter Weltkrieg, Holocaust, Verbrechen gegen die Menschlichkeit

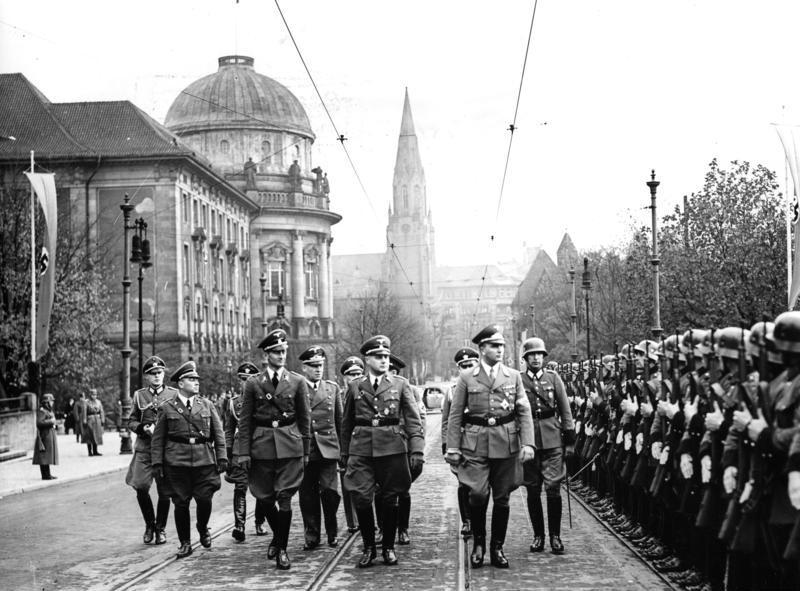
Inspektion einer Ehrenkompanie der Wehrmacht in Posen im November 1939. In der ersten Reihe von links nach rechts: Johann-Erasmus von Malsen-Ponickau, Wilhelm Koppe und Arthur Greiser.

Nach dem Überfall auf Polen wurde er Ende September 1939 im Militärbezirk Posen mit der Organisation des Volksdeutschen Selbstschutzes betraut sowie dem Aufbau von SS- und Polizeiverbänden. Am 26. Oktober 1939 wurde er zum Höheren SS- und Polizeiführer (HSSPF) im Warthegau mit Sitz in Posen ernannt und zeitgleich zum Beauftragten des Reichskommissars für die Festigung deutschen Volkstums (RKFdV). In einem Schreiben vom 12. November 1939 nannte er die Zahl von 100.000 Juden und 200.000 Polen, die aus seinem Bereich (v. a. aus Posen, Lodz, Gnesen und Hohensalza) ins Generalgouvernement vertrieben werden sollten, um für Deutsch-Balten Platz zu machen.
Ende Mai/Anfang Juni 1940 organisierte Koppe den Massenmord mittels Gaswagen an 1.558 deutschen und ca. 300 polnischen behinderten Menschen in dem ostpreußischen Durchgangs- und Konzentrationslager Soldau, der von dem ihm unterstehenden Sonderkommando Lange durchgeführt wurde. Am 18. Oktober 1940 schrieb er an den HSSPF Nord-Ost Jakob Sporrenberg, dass er mit dessen Vorgänger im Amt Wilhelm Redieß für die „Evakuierung“ jedes Kranken einen Betrag von 10 RM ausgemacht habe und die ausstehenden 15.580 RM nun einfordere. Später ließ Koppe bei Himmler anfragen, ob 30.000 unheilbar erkrankte polnische Tuberkulosepatienten getötet werden könnten.
Koppe war hauptverantwortlich für die Deportation der Juden ins Ghetto Litzmannstadt und das Vernichtungslager Kulmhof. Er sandte Himmler am 10. September 1941 ein Schreiben, in dem er anbot, aus dem Deutschen Reich „60000 Juden im Ghetto Litzmannstadt“ aufzunehmen. Auf Weisung des Gauleiters Arthur Greiser und Koppes errichtete das Sonderkommando Lange in Chełmno nad Nerem ein Vernichtungslager, in dem ab Dezember 1941 mittels Gaswagen Massenmorde an Juden und „Zigeunern“ begangen wurden. Koppe delegierte die Aufsicht über das ihm offiziell unterstehende Sonderkommando Lange an den örtlichen Inspekteur der Sicherheitspolizei und des SD Ernst Damzog.
Ab 9. November 1943 wurde er Nachfolger von Friedrich-Wilhelm Krüger als HSSPF Ost sowie Staatssekretär für das Sicherheitswesen in der Regierung des Generalgouvernements unter Hans Frank. In diesen Funktionen war er verantwortlich für nationalsozialistische Verbrechen im Generalgouvernement und war dem Generalgouverneur direkt unterstellt. Da der Staatssekretär aber zugleich auch RKFdV-Vertreter Himmlers war, konnte dieser auch direkt Koppe Befehle erteilen. Koppe, seit Januar 1942 SS-Obergruppenführer und General der Polizei, wurde Anfang Juli 1944 schließlich noch zum General der Waffen-SS befördert. Er überlebte am 11. Juli 1944 in Krakau einen Attentatsversuch von Kämpfern der Polnischen Heimatarmee, nachdem 20 Widerstandskämpfer sein gepanzertes Dienstfahrzeug kurz nach seiner Abfahrt vom Wawel beschossen hatten. Koppe konnte sich auf dem Boden des Dienstfahrzeuges in Sicherheit bringen, sein Adjutant wurde jedoch tödlich getroffen. Zwei Angreifer starben bei dem Zwischenfall, drei wurden schwer verletzt und elf Tage später hingerichtet.
In der Endphase des Zweiten Weltkrieges wurde Koppe Befehlshaber im Sonderstab III der Heeresgruppe Weichsel. Am 20. April 1945 löste er noch den bei den NS-Machthabern in Ungnade gefallenen HSSPF Süd Friedrich Karl von Eberstein in München ab.

### Nachkriegszeit, berufliche Karriere, Ablehnung des Prozesses
Zum Kriegsende im Mai 1945 folgte er der sogenannten Rattenlinie Nord nach Flensburg. Koppe tauchte anschließend unter und nahm den Geburtsnamen seiner Frau (Lohmann) an. Beruflich knüpfte er an seine Zeit als Unternehmer an und wurde unter seinem Falschnamen Geschäftsführer der großen Schokoladenfabrik Sarotti in Bonn. In der damaligen Bundeshauptstadt war seine Tochter als Sekretärin beim Bundesverteidigungsministerium beschäftigt. Sein Sohn Manfred Lohmann war als Rechtsanwalt in Bonn tätig und betrieb insbesondere mit Werner Best Anfang der 1960er Jahre Lobbyarbeit bei Politikern für eine Straffreiheit von NS-Tätern.
Koppes wahre Identität wurde 1960 aufgedeckt. Anfang der 1960er Jahre wurde gegen ihn wegen der Mordaktionen im Osten in seinem Verantwortungsbereich ermittelt. Er wurde am 1. Februar 1960 verhaftet und umgehend in Untersuchungshaft genommen. Koppe bestritt bei Vernehmungen seine Zuständigkeit für das Vernichtungslager Kulmhof. Am 2. Februar 1960 äußerte er sich während seiner Aussage folgendermaßen: „Unter Evakuierung war damals die physische Vernichtung der Juden zu verstehen“. 1961 machte Eichmann in seinem in Israel stattfindenden Prozess belastende Aussagen gegen Koppe, die der Staatsanwaltschaft Bonn übermittelt wurden. Am 19. April 1962 wurde Koppe jedoch gegen Zahlung einer Kaution von 30.000 DM wieder freigelassen. 1964 wurde gegen ihn in Bonn ein Verfahren eröffnet. Unter anderem war er im Rahmen des Tatkomplexes Kulmhof wegen des „Verdachts der Beihilfe und Anstiftung zum Massenmord in 145.000 Fällen“ angeklagt. Aus „gesundheitlichen Gründen“ wurde das Verfahren ausgesetzt. Im Jahre 1966 wurde schließlich die Eröffnung des Hauptverfahrens durch das Landgericht Bonn wegen Krankheit abgelehnt. In der FAZ wurde der Fall Koppe folgendermaßen kommentiert: „Koppe, von dessen Vergangenheit in Bonn niemand eine Ahnung hatte, spielte bis zu seiner Verhaftung in der Gesellschaft der Bundeshauptstadt eine beachtliche Rolle“. Koppe lebte dann unbehelligt bis zu seinem Tod 1975.

## Auszeichnungen
- Eisernes Kreuz (1914) II. und I. Klasse
- Mecklenburgisches Militärverdienstkreuz II. Klasse
- Verwundetenabzeichen (1918) in Silber
- Medaille zur Erinnerung an den 13. März 1938
- Medaille zur Erinnerung an den 1. Oktober 1938
- Goldenes Parteiabzeichen der NSDAP am 30. Januar 1943.
- Spange zum Eisernen Kreuz II. und I. Klasse
- Kriegsverdienstkreuz (1939) II. und I. Klasse mit Schwertern
- Gauehrenzeichen des Reichsgaues Wartheland für Verdienste im Volkstumskampf[23]
- Ehrendegen des Reichsführers SS
- Totenkopfring der SS